# Perdita krombeini
Perdita krombeini är en biart som beskrevs av Timberlake 1960. Perdita krombeini ingår i släktet Perdita och familjen grävbin. Inga underarter finns listade i Catalogue of Life.